# Mamie Van Doren

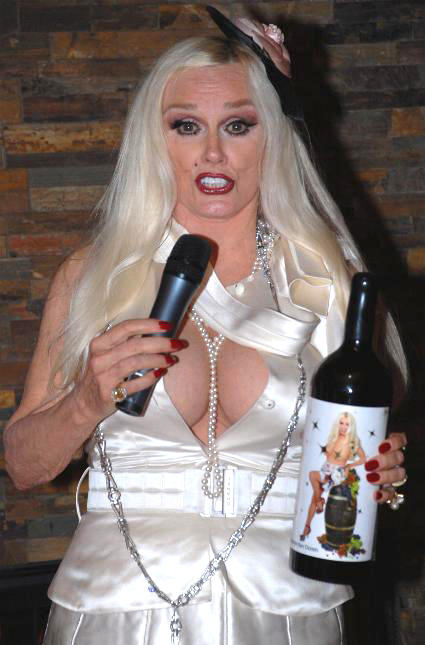
Mamie Van Doren (2007)

Mamie Van Doren (* 6. Februar 1931 in Rowena, South Dakota, als Joan Lucille Olander) ist eine US-amerikanische Schauspielerin und Sängerin. In den 1950er- und 1960er-Jahren galt sie in den USA als eines der begehrtesten Sexsymbole und wurde häufig mit Marilyn Monroe verglichen.

## Karriere

### Misswahlen und Filmkarriere
Van Doren trat erstmals 1947 in der Öffentlichkeit auf, als sie einen kleinen Part in einer Fernsehshow hatte. Sie sang bei der Ted Fio Rito Band und nahm an Schönheitswettbewerben teil. 1949 wurde sie zur Miss Palm Springs gekürt. Dort wurde sie von Howard Hughes entdeckt und erhielt daraufhin einen Vertrag bei RKO Pictures und gab 1951 ihr Filmdebüt. Im selben Jahr erschien ihr Porträt von Alberto Vargas als Titelseite des Esquire. Nach weiteren kleinen Rollen, meist ohne dass ihre Mitwirkung erwähnt wurde, entschied sie sich zunächst für Theaterauftritte.
Die Produktionsfirma Universal Pictures gab Van Doren 1954 einen neuen Vertrag und ihren Künstlernamen (ihr Vorname spielt auf Dwight Eisenhowers Frau Mamie an). Die erste größere Rolle spielte sie 1954 neben Jeff Chandler in In den Kerkern von Marokko; es folgten Filme an der Seite von Stars wie Tony Curtis, John Wayne, Lex Barker. Großen Erfolg hatte sie 1958 in Reporter der Liebe, in dem sie zusammen mit Doris Day und Clark Gable agierte. Mamie Van Doren galt bei den Universal Studios als Antwort auf Marilyn Monroe und wurde von der Klatschpresse als Sexbombe präsentiert. Zusammen mit Monroe und Jayne Mansfield gehörte sie zu den „Three M’s“, Hollywoods bekanntesten Sexsymbolen.
Ab den 1960er-Jahren blieb ihre Karriere in B-Filmen stecken. Sie trat vermehrt in Fernsehproduktionen auf und ging in den folgenden Jahren mit einem eigenen Programm auf Nachtclub-Tournee. In den 1970er-Jahren trat sie auch in Las Vegas auf.

### Musikaufnahmen und weitere Tätigkeiten

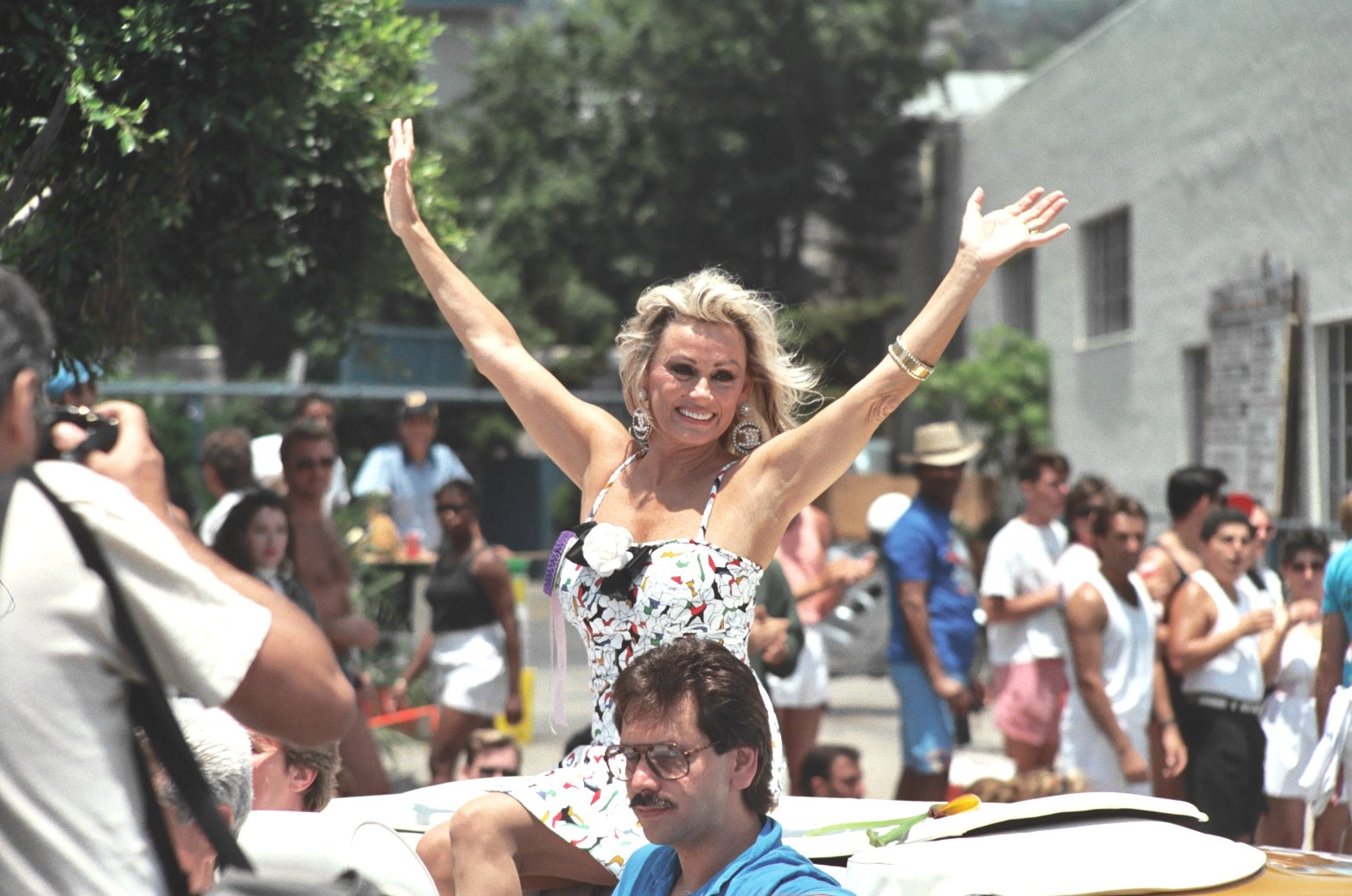
Van Doren bei einer Gay-Pride-Parade in Los Angeles (1987)

In den 1950er- und 1960er-Jahren machte Van Doren für ihre Filme zahlreiche Musikaufnahmen, die auch vereinzelt auf Schallplatte erschienen, meist handelte es sich dabei um Rock ’n’ Roll. Erwähnenswert sind Oobala Baby (1957 aus Reife Blüten), The Girl Who Invented Rock and Roll (1958 aus Reporter der Liebe) und Hey Mama (1959). 1964 erschien Bikini With No Top on Top, ein Duett mit June Wilkinson. Eine Musikkarriere strebte Van Doren jedoch nicht an. Ihr erstes Musikalbum erschien erst 2011 unter dem Titel Still a Troublemaker.
Im Juni 1964 erschienen Bilder von ihr im Playboy. Für die United Service Organizations trat sie 1968 und 1970 als Truppenbetreuerin für in Vietnam stationierte US-Soldaten auf. 1987 erschien ihre Autobiografie Playing the Field. 2006 ließ sie sich zusammen mit Pamela Anderson für eine Spezialausgabe von Vanity Fair fotografieren.
Mamie Van Doren hat einen Stern auf dem Hollywood Walk of Fame (7051 Hollywood Blvd.).

## Privatleben
Sie war fünfmal verheiratet, unter anderem mit dem Komponisten und Schauspieler Ray Anthony; ihr gemeinsamer Sohn ist Perry Ray Anthony (* 1956). Seit 1979 ist sie mit Thomas Dixon verheiratet.

## Filmografie (Auswahl)
- 1951: Ein Satansweib (His Kind of Woman)
- 1951: Drei Frauen erobern New York (Two Tickets to Broadway)
- 1951: Footlight Varieties
- 1953: The All American
- 1953: Strandgut (Forbidden)
- 1954: In den Kerkern von Marokko (Yankee Pasha)
- 1955: Das gibt es nur in Kansas (The Second Greatest Sex)
- 1955: Ain’t Misbehavin’
- 1955: Running Wild
- 1956: Noch heute sollst du hängen (Star in the Dust)
- 1957: Reife Blüten (Untamed Youth)
- 1957: Das Mädchen mit den schwarzen Strümpfen (The Girl in Black Stockings)
- 1957: Düsenjäger (Jet Pilot)
- 1958: Reporter der Liebe (Teacher's Pet)
- 1958: Mit Siebzehn am Abgrund (High School Confidential!)
- 1958: Born Reckless
- 1958: Mädchen mit hübschen Beinen (Le bellissime gambe di Sabrina)
- 1959: Gangster, Gin und scharfe Hasen (Guns, Girls, and Gangsters)
- 1959: Die Haltlosen (The Beat Generation)
- 1959: Der große Schwindler (The Big Operator)
- 1959: Blonde Locken – scharfe Krallen (Girls Town)
- 1959: Razzia auf Callgirls (Vice Raid)
- 1960: The Private Lives of Adam and Eve
- 1960: College Confidential
- 1960: Sex Kittens Go to College
- 1961: Una americana en Buenos Aires
- 1964: 3 Nuts in Search of a Bolt
- 1964: Freddy und das Lied der Prärie
- 1964: The Candidate
- 1966: The Las Vegas Hillbillys
- 1966: Verhängnisvolle Fracht (The Navy vs. The Night Monsters)
- 1967: You’ve Got to Be Smart
- 1968: Voyage to the Planet of Prehistoric Women
- 1970: The Arizona Kid
- 1975: That Girl from Boston
- 1986: Free Ride
- 1999: The Vegas Connection
- 2002: Slackers

## Diskografie (Auswahl)
- 1957: Untamed Youth (Prep Records)
- 1957: Salamander / Go, Go, Calypso! (Prep Records)
- 1957: Something To Dream About / I Fell In Love (Capitol Records)
- 1958: Nobody But You (Dot Records)
- 1959: The Beat Generation (Dot Records)
- 1964: Bikini With No Top on Top (Duett mit June Wilkinson; Jubilee Records)
- 1976: As In Mamie Van Doren (Album, Churchill Records)
- 1986: Young Dudes (Rhino Records)

## Bibliografie
- Mamie Van Doren: My Naughty, Naughty Life! Century, 1964.
- Mamie Van Doren: I Swing. Chicago, Novel Books, 1965.
- Mamie Van Doren: My Wild Love Experiences. Chicago, Novel Books, 1965.
- Mamie Van Doren: Playing the Field: My Story. New York, G. P. Putnam, 1987.
  - Neuauflage unter dem Titel Playing the Field: Sex, Stardom, Love, and Life in Hollywood. Starlet Suave Books, 2013.